# Pulvermagazin Speckenbüttel
Das Pulvermagazin Speckenbüttel in Bremerhaven-Lehe, Ortsteil Speckenbüttel, Siebenbergensweg 65 im Stadtpark, stammt von 1875.
Das Gebäude steht seit 2010 unter bremischem Denkmalschutz.

## Geschichte
Das ein- und zweigeschossige Gebäude aus Holz wurde 1874/75 als Munitionsdepot für die ehemalige Marineartillerie für die Geschützfestungen an der Unterweser neben dem Feldweg nach Weddewarden gebaut. Zwei Drittel vom Rest des Schutzwalls und des Wassergrabens umgeben den Schuppen, in dem mutmaßlich bis 1945 noch Munition lagerte. Er war Teil des seit 1866 preußischen Küstenverteidigungssystems zum Schutz der Häfen von Bremerhaven und Geestemünde. Nur die Ruine von Fort Brinkama II in der Wesermündung blieb von den vier Artilleriefestungen beiderseits der Weser erhalten.
Das Landesamt für Denkmalpflege Bremen befand zum Magazin: „Es ist nahezu unversehrt in die Gegenwart überkommen, was bei seiner ‚Wiederentdeckung‘ 1990 einer kleinen kulturhistorischen Sensation für den Unterweserraum gleichkam: Es gibt kein zweites, derart gut erhaltenes Ensemble dieser Art.“ (Cordes 1994)
Das Haus wurde nach 1945 als Wochenend- und als Wohnhaus genutzt; u. a. wohnte hier der Großhändler Wilhelm Berding. Mitte der 1990er Jahre ließ der Magistrat das Haus als Magazin restaurieren und 2008 die Außenanlage. Die Stiftung Hafenbiene pachtete um 2021 von der Stadt das Anwesen als Lagerstätte und um außen Bienenstöcke aufzustellen.